# Gary Graffman
Gary Graffman (ur. 14 października 1928 w Nowym Jorku) – amerykański pianista.

## Życiorys
W latach 1938–1946 uczył się u Isabelle Vengerovej w Curtis Institute of Music w Filadelfii. Zadebiutował publicznie jako pianista w 1947 roku, wykonując II koncert fortepianowy Siergieja Rachmaninowa wraz z Philadelphia Orchestra pod batutą Eugene’a Ormandy’ego. Od 1947 do 1948 roku przebywał na stypendium na Columbia University. W 1948 roku dał swój pierwszy recital w Carnegie Hall w Nowym Jorku. W 1949 roku wygrał konkurs im. Edgara Leventritta, rok później jako stypendysta programu Fulbrighta wyjechał do Europy. Po powrocie do Stanów Zjednoczonych w 1951 roku odbył swoje pierwsze krajowe tournée. Uzupełniał też swoje studia u Vladimira Horowitza i Rudolfa Serkina. W kolejnych latach koncertował w Ameryce Południowej (1955), Europie (1956), Azji i Australii (1958) oraz Południowej Afryce (1961), występując m.in. z Cleveland Orchestra pod batutą George’a Szella i New York Philharmonic pod batutą Leonarda Bernsteina. Karierę zmuszony był ograniczyć w 1979 roku z powodu urazu palca prawej dłoni, od tego czasu specjalizował się w wykonawstwie utworów fortepianowych na lewą rękę.
W jego repertuarze znajdowały się utwory m.in. Beethovena, Brahmsa, Chopina, Czajkowskiego, Rachmaninowa i Prokofjewa. Dokonał licznych nagrań płytowych. Występował wspólnie m.in. z Juilliard Quartet, Leonardem Rose’em i Henrykiem Szeryngiem. Dokonał prapremierowych wykonań IV koncertu fortepianowego Neda Rorema z Curtis Institute of Music Symphony Orchestra pod batutą André Previna (1993) i Gaea Williama Bolcoma z Baltimore Symphony Orchestra pod batutą Davida Zinmana (1996).
Pełnił funkcję kierownika artystycznego (od 1986), dyrektora (od 1989) i prezydenta (od 1995) Curtis Institute of Music. Opublikował swoje wspomnienia pt. I Really Should Be Practicing (Garden City 1981).